# Ангуло, Марко
Марко Антонио Ангуло Солорсано (исп. Marco Antonio Angulo Solórzano; 8 мая 2002, Эсмеральдас — 11 ноября 2024, Кито) — эквадорский футболист, опорный полузащитник.

## Клубная карьера
Ангуло — воспитанник клубов «Рокафуэрте» и «Индепендьенте дель Валье». 31 октября 2021 года в матче против «Ольмедо» он дебютировал в эквадорской Примере. В своём дебютном сезоне Ангуло стал чемпионом Эквадора. 18 сентября 2022 года в поединке против ЛДУ Кито Марко забил свой первый гол за «Индепендьенте дель Валье». В том же году Ангуло помог команде завоевать Южноамериканский кубок, отметившись голом в матче против венесуэльского «Депортиво Тачира».
21 декабря 2022 года Ангуло перешёл в клуб MLS «Цинциннати», подписав контракт до конца сезона 2025 с опцией продления на сезон 2026. Сумма трансфера составила 3 млн долларов. В высшей лиге США он дебютировал 4 марта 2023 года в матче против «Орландо Сити», выйдя на замену в компенсированное время второго тайма вместо Лусиано Акосты.
20 марта 2024 года на правах аренды до конца сезона с правом выкупа перешёл в ЛДУ Кито.

## Международная карьера
В 2019 году Ангуло в составе юношеской сборной Эквадора принял участие в юношеском чемпионате Южной Америки в Перу. На турнире он сыграл в матчах против Аргентины и дважды Перу.
В том же году Ангуло принял участие в юношеском чемпионате мира в Бразилии. На турнире он сыграл в матчах против сборных Австралии, Нигерии, Венгрии и Италии.
12 ноября 2022 года в товарищеском матче против сборной Ирака Ангуло дебютировал за сборную Эквадора.

## Смерть
7 октября 2024 года Ангуло попал в дорожно-транспортное происшествие, в результате которого погибли его друг и Роберто Кабесас, игрок «Индепендьенте Хуниорс», а сам Ангуло получил серьёзные травмы. 11 ноября 2024 года он умер в больнице Кито.

## Достижения
Клубные
«Индепендьенте дель Валье»
- Победитель эквадорской Примеры — 2021
- Обладатель Южноамериканского кубка — 2022
- Обладатель Кубка Эквадора — 2022

«Цинциннати»
- Победитель регулярного чемпионата MLS — 2023